# Mistrovství Evropy ve fotbale žen 1991
Mistrovství Evropy ve fotbale žen 1991 bylo čtvrtým ročníkem tohoto turnaje. Vítězem se stala německá ženská fotbalová reprezentace, která tak obhájila titul z minulého ročníku.

## Kvalifikace
Hlavní článek: Kvalifikace na Mistrovství Evropy ve fotbale žen 1991
Celkem 18 týmů bylo rozlosováno do pěti skupin po čtyřech, resp. třech týmech. Ve skupinách se utkal každý s každým dvoukolově (doma a venku). První dva týmy ze čtyřčlenných a vítězové tříčlenných skupin postoupili do čtvrtfinále hraného systémem doma a venku. Čtveřice vítězů postoupila na závěrečný turnaj.

## Semifinále
| 10. července 1991 |                         |        |          |
| Norsko            | 0:0 (prodl.) (8:7 pen.) | Dánsko | Hjørring |
|                   | (Report)                |        | Hjørring |

| 11. července 1991 |          |        |               |
| Německo           | 3:0      | Itálie | Frederikshavn |
|                   | (Report) |        | Frederikshavn |

## O 3. místo
| 14. července 1991 |          |        |         |
| Dánsko            | 2:1      | Itálie | Aalborg |
|                   | (Report) |        | Aalborg |

## Finále
| 14. července 1991 |              |        |         |
| Německo           | 3:1 (prodl.) | Norsko | Aalborg |
|                   | (Report)     |        | Aalborg |